# Vinzenz Wagner

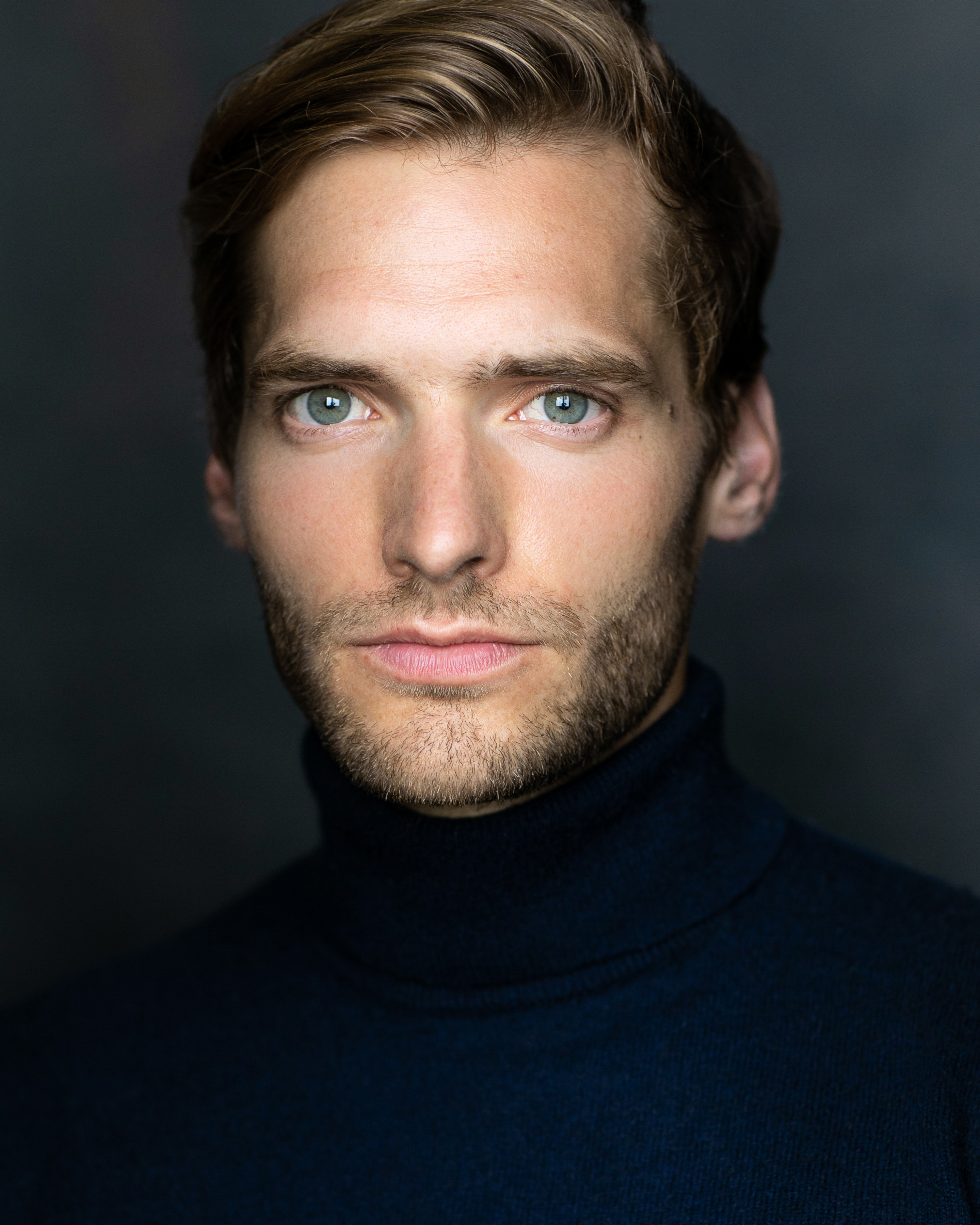
Vinzenz Wagner (2019)

Vinzenz Maria Wagner (* 27. Oktober 1990 in Salzburg) ist ein österreichischer Schauspieler und Tänzer.

## Leben
Vinzenz Wagner wurde als drittes von vier Kindern des Universitätsprofessors Anselm Wagner und dessen damaliger Frau Gabriele Wagner geboren. Er besuchte von 2005 bis 2010 die Bildungsanstalt für Kindergartenpädagogik und verbrachte danach seinen neunmonatigen Zivildienst bei der ambulanten Krankenpflege.

2006 stand er mit der Breakdancegruppe Moving Shadows in Braunschweig beim Battle of the Year auf der Bühne. Danach wurde er Gründungsmitglied und Bestandteil der Theatergruppe „Nobulus“ und bereiste mit dem Stück Out of the Shadow unter anderem das Palace of Fine Arts in San Francisco, das Sadler’s Wells Theatre in London und das Große Festspielhaus in Salzburg. 2012 erreichte er als Tänzer in der Fernsehsendung Das Supertalent das Halbfinale.
Sein Film-Schauspieldebüt hatte Wagner 2014 als Protagonist in dem Kinofilm „Rise Up! and dance“ an der Seite von Marjan Shaki, Larissa Marolt, Alexander Strobele und Lukas Plöchl.
Mit seiner Rolle als Klaus Frommer war Vinzenz Wagner 2016 in der kanadischen TV-Serie X Company zu sehen.
Seit Anfang 2015 lebt Vinzenz Wagner in Berlin.

## Filmografie (Auswahl)
- 2014: Rise Up! and Dance (Spielfilm)
- 2015: Mordkommission Berlin 1 (Fernsehfilm)
- 2016: Shattered (Kurzfilm)
- 2016: X Company (Fernsehserien, 3 Folgen)
- 2016: 7,1 Leben (Fernsehfilm)
- 2017: Wojenne Dziewczyny (Fernsehserie, 2 Folgen)
- 2017: SOKO Wismar – Das Geständnis (Fernsehserie)
- 2018: Kinderüberraschung (Fernsehfilm)
- 2018: Alles oder Nichts (Fernsehserie, 3 Folgen)
- 2018: Lifelines (Fernsehserie, 1 Folge)
- 2018, 2021: SOKO Stuttgart (Fernsehserie,[4] 8 Folgen)
- 2019: 8 Tage (Sky Serie, 1 Folge)
- 2019: The Mallorca Files (Fernsehserie, 1 Folge)
- 2020: Spides (Fernsehserie, 5 Folgen)
- 2020: In aller Freundschaft – Die jungen Ärzte (Fernsehserie, 1 Folge)
- 2020: Die Farbe des Chamäleons
- 2020: Sløborn (Fernsehserie, 1 Folge)
- 2020: Bettys Diagnose (Fernsehserie, 1 Folge)
- 2021: Even Closer – Hautnah (Fernsehserie, 6 Episoden)
- 2022: Strafe – Die Schöffin
- 2023: SOKO Leipzig: Schlag für Schlag (Fernsehserie)

## Theater
- 2006–2011: Out of the Shadow[5]
- 2015: Dummy Lab[6]